# Mount Conway
Mount Conway är ett berg i Kanada.   Det ligger i provinsen Alberta, i den centrala delen av landet, 3 100 km väster om huvudstaden Ottawa. Toppen på Mount Conway är 3 098 meter över havet, eller 407 meter över den omgivande terrängen. Bredden vid basen är 2,1 km.
Terrängen runt Mount Conway är huvudsakligen bergig, men åt sydväst är den kuperad.Trakten runt Mount Conway är nära nog obefolkad, med mindre än två invånare per kvadratkilometer.. Det finns inga samhällen i närheten. 
Trakten runt Mount Conway består i huvudsak av gräsmarker.